# Joan B. Imlay
Dra. Joan B. Imlay (1912 - 1976) fue una botánica inglesa, y destacada taxónoma en la familia de Acanthaceae.
Publicaba en Bulletin of Miscellaneous Information Kew.

## Algunas publicaciones
- 1938. The Taxonomy of the Siamese Acanthaceae. Ed. Univ. of Aberdeen

## Honores

### Membresías
- Sociedad linneana de Londres[2]
- La abreviatura «J.B.Imlay» se emplea para indicar a Joan B. Imlay como autoridad en la descripción y clasificación científica de los vegetales.[3]